# Pauline Cadieux
Pour les articles homonymes, voir Cadieux.
Œuvres principales
- Cordélia ou la lampe dans la fenêtre (1976)

Pauline Cadieux, née le 20 février 1907 dans les Hautes-Laurentides et morte le 18 mars 1996 à Québec, est une journaliste et romancière québécoise.
Elle est surtout connue pour son roman La Lampe dans la fenêtre, best-seller publié en 1976, qui a bénéficié d'une deuxième édition en 1979 sous le titre modifié de Cordélia ou la lampe dans la fenêtre. Cette œuvre est alors adaptée au cinéma par Jean Beaudin, dont le film Cordélia sort en 1980.

## Biographie
Pauline Cadieux est née en 1907 dans les Hautes-Laurentides. Son grand père Nephtalie-Édouard Cadieux, marié à Emma Tassé, son père Joseph-Édouard, et son frère Léo Cadieux, né en 1908, sont nés à Saint-Jérôme,. La jeune femme poursuit ses études à l'Université de Montréal en suivant des cours d'histoire et de langues étrangères et suit une formation de clerc, car les femmes n'ont pas l'autorisation de suivre des cours de droit.
C'est dans le comté de Terrebonne qu'elle commence une carrière professionnelle comme fonctionnaire à la cour de justice. Devenue secrétaire de juge, elle va accéder à différentes fonctions rarement occupées par des femmes à cette époque : « sténographe judiciaire intermédiaire, commissaire et députée protonotaire à la cour supérieure et greffière de la Couronne et de la justice de paix ». Trilingue, Pauline Cadieux exerce aussi le métier de traductrice.
En 1947, après que son conjoint la laisse pour retourner avec sa première épouse, elle se retrouve avec trois jeunes enfants à élever. Durant cette période difficile, elle se met à l'écriture et envoie son manuscrit à un jury qui refuse son ouvrage, car il traite de prostitution. Pendant près de vingt ans, elle collabore comme journaliste à plusieurs publications, notamment aux quotidiens The Gazette, de langue anglaise, et La Presse, ainsi qu'à l'agence bilingue La Presse canadienne. Elle est également éditrice en participant à la création d'hebdomadaires locaux à Saint-Jérôme et à Outremont.
C'est près de trente ans après ses premiers essais qu'elle présente de nouveau un roman à un éditeur, Les Éditions Libre Expression, dont c'est la première publication. Ce roman alors intitulé La Lampe dans la fenêtre est un succès. Le récit trouve sa source dans l'histoire vraie de Cordélia Viau, accusée du meurtre de son mari et pendue en 1897 après un procès dont les échos ont largement dépassé les frontières du Québec et même de l'Amérique du Nord.
En 1977, elle publie Bigame, Bigame et, l'année suivante, sa nouvelle notoriété lui permet de trouver un éditeur pour Flora, la rouquine, le roman refusé en 1947.
À plus de 70 ans, elle publie encore un ouvrage, mais elle voue les dernières années de sa vie à sauver le bâtiment historique de la gare de Rivière-Blanche en y consacrant son énergie et son argent avec notamment la création et l'animation d'un musée également lieu d'expositions pour animer cette ancienne gare,. Pour cette action elle reçoit un « certificat d'honneur » attribué par le Conseil des monuments et sites du Québec (CMSQ).
Pauline Cadieux (Frégeot) a 89 ans lorsqu'elle meurt, le 18 mars 1996, à l'hôpital de Laval à Québec.

## Œuvre

### Romans
- Cordélia ou la lampe dans la fenêtre [« La lampe dans la fenêtre »], Montréal, 1979, 2e éd. (1re éd. 1976), 231 p.
- Bigame, Bigame, Montréal, Stanké, 1977 (ISBN 0-88566-086-2)
- Flora, la rouquine : récit, Montréal, Stanké, 1978, 156 p. (ISBN 978-0-88566-122-0)
- Violence - un climat social, Desclez, 1981
- Un comte russe de par chez-nous, La Maison des Mots, 1987
- Justice pour une femme, Éditions Libre Expression, 1990
- Pages d’histoire industrielle: la « Dominion-Uniroyal » et l’ « usine jérômienne », Les écrits du Pringé, 1995, 246 p.  (ISBN 2-9804506-0X)

### Essai
- Violences : un climat social, Montréal, Éditions Desclez, 1982

## Prix
- 1981 : Prix Arthur-Buies[9].

## Adaptation cinématographique
- 1980 : Cordélia, film québécois réalisé par Jean Beaudin (produit par l'Office national du film), inspiré par le roman La lampe dans la fenêtre[10], avec Louise Portal dans le rôle titre.

## Hommage
- Le Prix Pauline-Cadieux est un prix littéraire québécois créé en 1992 en l'honneur de la romancière.